# 酒井忠囿

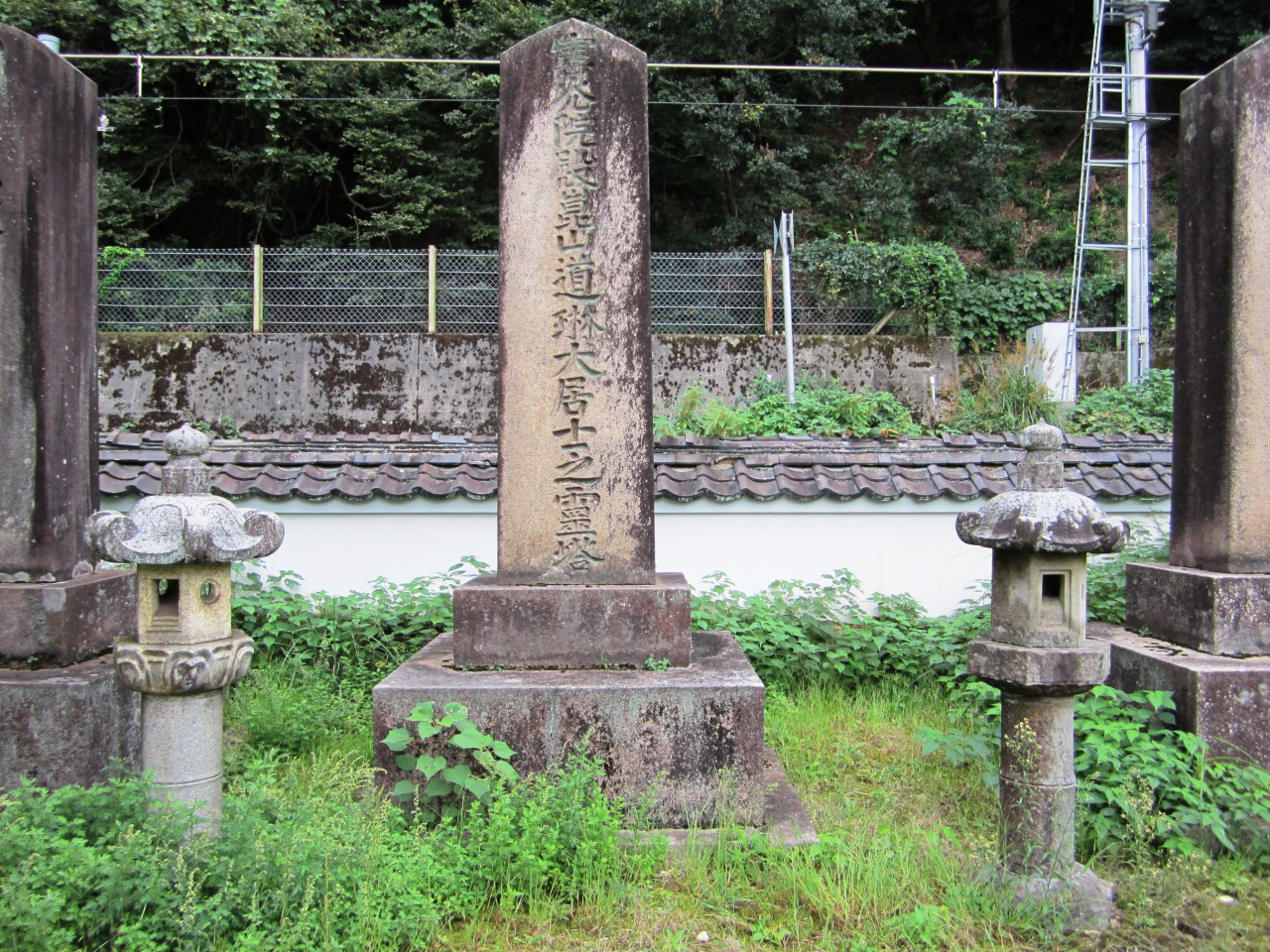
空印寺の墓

酒井 忠囿（さかい ただその）は、若狭小浜藩の第4代藩主。小浜藩酒井家5代。
第3代藩主酒井忠隆の長男。貞享3年（1686年）、父の死去により家督を継いだ。元禄10年（1697年）、病気のため辞退した水野勝種に替わって、美作津山藩主森長成が徐封となった津山城の受け取りを、松平直明と共に務める。
元禄14年（1701年）、松之大廊下で吉良義央が刃傷を受けると、見舞いの使者として鈴木団右衛門を派遣している。また、元禄15年12月14日(1703年1月30日)、元禄赤穂事件では鉄砲洲で、引き揚げの赤穂義士を咎め、通行を阻止した。
宝永3年（1706年）9月8日、嗣子無くして小浜で死去した。享年37。このため、分家の敦賀藩から忠音を養嗣子に迎えて家督を継がせた。

## 系譜
- 父：酒井忠隆
- 母：島津綱久の娘
- 正室：土井利益の娘
  - 養子：酒井忠音 - 酒井忠稠の次男